# Penticton
Penticton é uma cidade do Canadá, província de Colúmbia Britânica. Sua população é de 30,985 habitantes, e sua zona metropolitana possui 41,574 habitantes (do censo nacional de 2001). Sua principais fontes de renda são o turismo e a produção de vinho.